# Никола Арачић
Никола Арачић (Милна на Брачу, 6. децембар 1915 — Загреб, јул 1978) био је учесник Народноослободилачке борбе и вицеадмирал ЈНА.

## Биографија
Рођен је 6. децембра 1915. у Милни, на Брачу.
Пре Другог светског рата је радио као механичар. Као радник приступио је револуционарном радничком покрету и 1939. постао члан Комунистичке партије Југославије (КПЈ). Вршио је дужност политичког секретара Месног комитета КП Хрватске за Сплит.
Након окупације Југославије, 1941. укључио се у Народноослободилачки покрет и до 1943. деловао као илегалац, након чега је ступио у партизане. 
У току Народноослободилачког рата налазио се на дужностима — команданта Сплитског војног подручја, помоћника политичког комесара бригаде Тринаесте далматинске ударне бригаде и политичког комесара Прве далматинске ударне бригаде. 
После  ослобођења завршио је Вишу војну поморску академију ЈНА и Курс оператике на Ратној школи ЈНА. Током војне службе налазио се на дужностима — политичког комесара Поморске команде јужног Јадрана, директора бродоградилишта Вицко Крстуловић (касније Бродосплит) у Сплиту, начелника Морнаричког института и др.
У чин контрадмирала унапређен је 22. децембра 1960, а у чин вицеадмирала унапређен је 22. децембра 1966. године. Активна служба у ЈНА престала му је 1967. године.
Преминуо је 1978. у Загребу. Сахрањен је на гробљу Ловринац у Сплиту.
Носилац је Партизанске споменице 1941. и других југословенских одликовања, међу којима су Орден братства и јединства за златним венцем и Орден заслуга за народ за сребрним зрацима.